# Nombre de Dudeney
Un nombre de Dudeney és un nombre enter que és un cub perfecte, de manera que la suma dels seus dígits dona com a resultat l'arrel cúbica del nombre. El nom deriva de Henry Dudeney, qui va observar l'existència d'aquests números en un dels seus trencaclosques, Root Extraction, en què un professor jubilat de Colney Hatch postula això com a mètode general per a l'extracció de l'arrel.
Hi ha molt pocs nombres de Dudeney:
```
1 = 1 x 1 x 1; 1 = 1
512 = 8 x 8 x 8; 8 = 5 + 1 + 2
4913 = 17 x 17 x 17; 17 = 4 + 9 + 1 + 3
5832 = 18 x 18 x 18; 18 = 5 + 8 + 3 + 2
17576 = 26 x 26 x 26; 26 = 1 + 7 + 5 + 7 + 6
19683 = 27 x 27 x 27; 27 = 1 + 9 + 6 + 8 + 3
```